# Hipparchia sichaea
Hipparchia sichaea är en fjärilsart som beskrevs av Lederer 1857. Hipparchia sichaea ingår i släktet Hipparchia och familjen praktfjärilar. Inga underarter finns listade i Catalogue of Life.